# Marcin Czechowic
Marcin Czechowic (ur. w listopadzie 1532 w Zbąszyniu, zm. w listopadzie 1613 w Lublinie) – teolog protestancki, polemista, pisarz i poeta religijny. Reprezentował radykalny nurt plebejski w ruchu braci polskich. Był jednym z pionierów pacyfizmu w Polsce. Głosił całkowity zakaz zabijania (także zwierząt). Jest uznawany za mistrza wczesnej prozy polskiej. W 1603 roku jako autor trafił do pierwszego polskiego Indeksu Ksiąg Zakazanych powstałego z inicjatywy biskupa Bernarda Maciejowskiego. 

## Życiorys
Urodził się w ubogiej rodzinie rzemieślniczej w Zbąszyniu. Uczył się w miejscowej szkole parafialnej. Później zdobył gruntowne wykształcenie humanistyczne – kształcił się w Akademii Lubrańskiego w Poznaniu i w 1554, podczas rocznego pobytu na uniwersytecie w Lipsku. Poznał dobrze język grecki, w stopniu średnim język hebrajski. W młodości wyróżniał się głęboką religijnością katolicką. Święcenia kapłańskie otrzymał w 1555 i objął parafię w Kórniku. Zainspirowany duchem reformacji przeszedł na luteranizm, później kalwinizm. W 1555 uczestniczył także w synodzie gołuchowskim jako minister, zapewne luterski, w Kórniku. Wyjechał do Wilna, gdzie od ok. 1559 był nauczycielem w szkole kalwińskiej przy tamtejszym zborze.
W lipcu 1561 Mikołaj Radziwiłł Czarny wysłał go z misją poselską do Jana Kalwina i Heinricha Bullingera. W drodze powrotnej zapoznał się z funkcjonowaniem gmin (osad) anabaptystów na Morawach. W kraju rozpoczął ożywioną działalność zborową. W Wilnie początkowo propagował anabaptyzm, a w 1564 ostatecznie przyłączył się do braci polskich, odbywając z M. Wędrogowskim dysputę, w której zwalczał chrzest niemowląt. Swego stanowiska bronił także na synodzie w Węgrowie w grudniu 1565. Po opuszczeniu Wilna przeniósł się na Kujawy, aby tam szerzyć idee unitarianizmu. Na Kujawach (głównie w Niemojewie) przebywał w latach 1565–1568. W 1569 przebywał w Rakowie.
W latach 1570–1598 był ministrem zboru w Lublinie, gdzie znajdował się jeden z najważniejszych ośrodków arianizmu polskiego. Po śmierci Jana Niemojewskiego w 1598, z którym współpracował od ok. 1564, w lubelskim zborze przewagę uzyskało skrzydło braci polskich o umiarkowanych poglądach. Czechowic zrzekł się funkcji ministra zboru. Zmarł w biedzie i zapomnieniu.

## Głoszona doktryna
Jego światopogląd kształtował się pod wpływem Erazma z Rotterdamu i wczesnochrześcijańskich teologów, takich jak Tertullian i Laktancjusz.
Zainspirowany ideami Socyna zaczął głosić radykalne reformy religijne i społeczne: demokratyzację państwa, zniesienie poddaństwa chłopów, wyrzeczenie się majątków, a także równość wszystkich stanów. Głosił bezwarunkowy pacyfizm: zakaz stosowania przemocy, zakaz prowadzenia wojen i noszenia wszelkiej broni, a nawet zakaz jakiejkolwiek działalności, związanej z wojskiem lub wojną. Odmawiał też prawa do samoobrony i pomocy innym, nawet w słusznej walce.
W sferze religii głosił bezcelowość chrztu nieświadomych dzieci, nie uznawał dogmatu o Trójcy Świętej oraz zaprzeczał boskości Jezusa. Twierdził, że Jezus był tylko człowiekiem, jednak człowiekiem doskonałym, bo urodzonym bez grzechu pierworodnego i jako taki godny jest czci.
Polemizował z polskimi rabinami, szczególnie z Jakubem Nahmanem z Bełżyc, przekonując ich, że negowanie roli Jezusa jako Mesjasza jest błędne. Prezentowana przez Czechowica doktryna miała wpływ na powstanie określenia chrystianie jako zamiennika nazwy bracia polscy.

## Twórczość

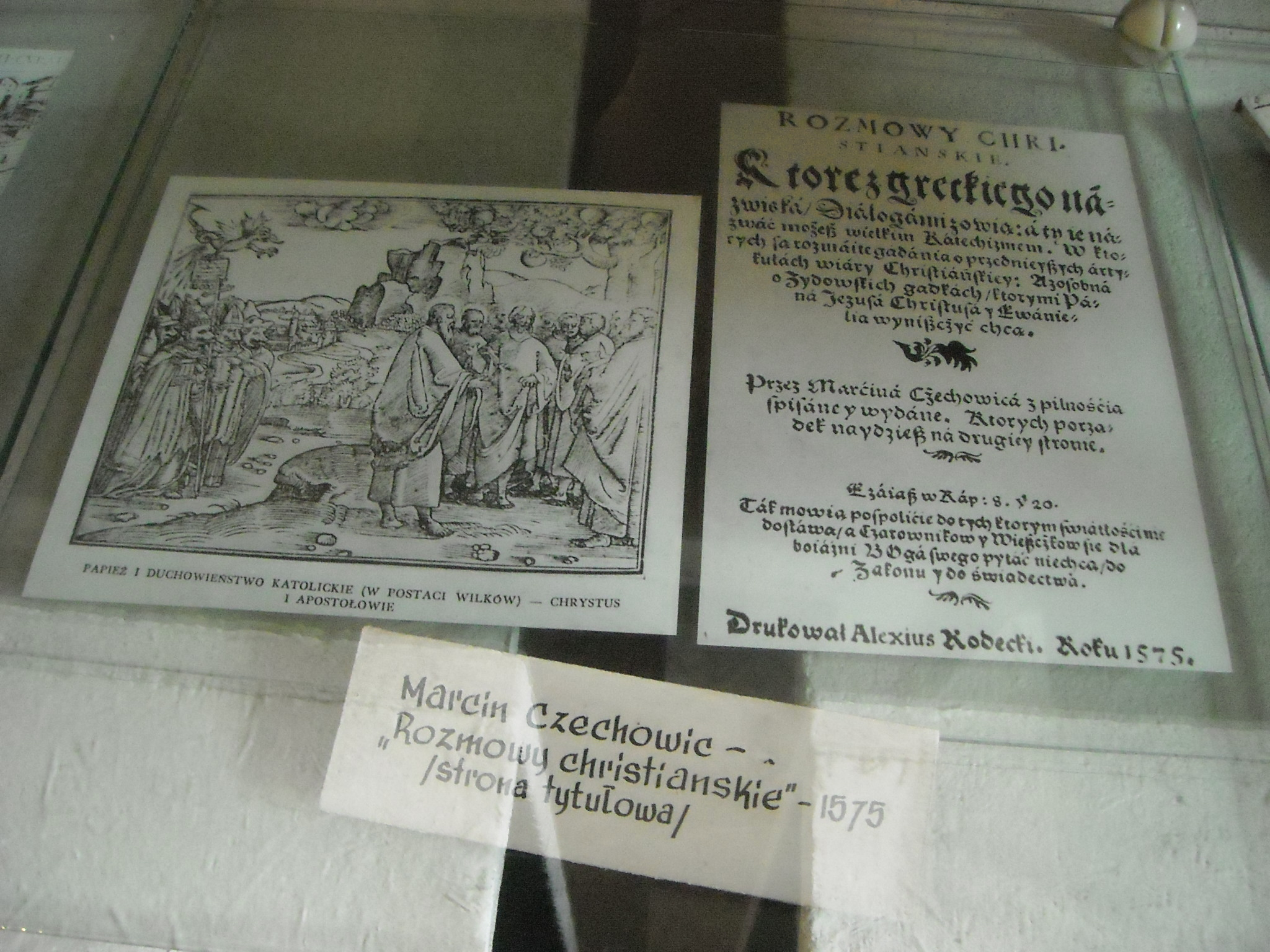
Strona tytułowa Rozmów Christianskich – zbiory Muzeum Regionalnego w Pińczowie

W 1570 wydany został Sumariusz, wierszowane streszczenie Nowego Testamentu.
Najważniejszym dziełem Czechowica są Rozmowy Chrystiańskie..., opublikowane w Krakowie w 1575. Zostało napisane w języku polskim w formie dialogów między Nauczycielem i Uczniem. Było pochwałą pacyfizmu i głosiło, że każdy chrześcijanin powinien być gotowy do męczeństwa za wiarę, wyrzec się prywatnego majątku i znosić z pokorą prześladowania. Odmawiał chrześcijanom prawa do zabijania wszelkich istot żywych, twierdząc, że jest to sprzeczne z naukami Jezusa. Uważał, że jedyną bronią chrześcijan powinny być: wiara, nadzieja, miłość, pokora, cierpliwość, uprzejmość, prawda, sprawiedliwość, modlitwa itp. Osoby wierzące nie powinny brać udziału w rządzeniu państwem ani rozstrzygać sporów w sądach. Nakazywał jednak posłuszeństwo królowi, dopuszczając sprzeciw wobec niesprawiedliwych rządów. To dzieło Czechowica cechuje się wysokim poziomem literackim i artystycznym; przyczyniło się do udoskonalenia literackiej polszczyzny.
Przetłumaczył na język polski i w 1577 opublikował w drukarni Aleksego Rodeckiego Nowy Testament na użytek zborów braci polskich. W 1590 wyszła jego polemika z jezuitą Jakubem Wujkiem Wujek to jest krótki odpis.

### Ważniejsze utwory
- Pieśń ćwiczenia i doświadczenia Pańskiego, wyd. w: Pieśń ze 31 kap. przypowieści Salomonowych, Nieśwież 1564, drukarnia Daniel z Łęczycy; przedr. Katechizm albo krótkie w jedno miejsce zebranie wiary i powinności krześciańskiej, wyd. 2, Wilno 1594; J. Dürr-Durski Arianie polscy w świetle własnej poezji, Warszawa 1948
- De paedobaptistarum errorum origine et de ea opinione, qua infantes baptisandos esse in primo nativitatis eorum exortu creditur, Lublin 1575 lub 1582, drukarnia T. Adamowicz (= A. Rodecki), przekł. polski pt. O dzieciokrzeństwie krótkie wypisanie, powst. 1565, wyd. Łosk 1578, drukarnia J. Karcan, (streszczenie w książce: J. R. Kiessling Das Lehrgebäude der Wiedertäufer nach den Grundsätzen des Martin Czechowitz, Erlangen 1776)
- Summariusz wszystkiego Nowego Testamentu, Kraków 1570, drukarnia M. Wirzbięta, (utwór wierszem)
- Rozmowy Chrystiańskie, które z greckiego nazwiska dialogami zowią, Kraków 1575, drukarnia A. Rodecki, (mylnie nazywane katechizmem rakowskim)
- Trzech dni rozmowa o niektórych artykułach tych czasów wzruszonych, Łosk 1578
- Odpis Jakuba Żyda z Bełżyc na Dialogi Marcina Czechowica, na który odpowiada tenże, Kraków 1581, drukarnia T. Adamowicz (= A. Rodecki)
- Praktyka o morowym powietrzu i o innych plagach Bożych, Łosk 1581
- Respons na skrypt Stanisława Farnowskiego, którym zgodę licławską rozerwać usiłuje, Kraków 1581, drukarnia A. Rodecki
- Rozsądek na wykład katechizmu ks. Pawła Gilowskiego, Kraków 1581, drukarnia A. Rodecki
- Zwierciadłko panienek chrystiańskich ku obejźrzeniu się w powinnościach swych chrystiańskich, Raków 1582, drukarnia T. Adamowicz (= A. Rodecki)
- Epistomium na Wędzidło... księdza Hieronima Powodowskiego, Kraków 1583, drukarnia A. Rodecki, fragment przedr.: L. Szczucki, J. Tazbir Literatura ariańska w Polsce XVI wieku. Antologia, Warszawa 1959, (przedruk zawiera również wyjątek stanowiący list, dat. w Dorohusku, 28 października 1583, do Jana Zamoyskiego, podpisany: Paweł Orzechowski, podczaszy chełmski), unikat Biblioteka Czartoryskich, sygn. XVI 1519/1
- Wujek, to jest krótki odpis na pisanie ks. Jakuba Wujka z Wągrowca, Lublin 1590, fragment przedr.: L. Szczucki, J. Tazbir Literatura ariańska w Polsce XVI wieku. Antologia, Warszawa 1959, unikat Biblioteki Ukraińskiej Akademii Nauk we Lwowie, egz. dawnej Biblioteki Baworowskich, sygn. 2436
- Plastr na wydanie N. Testamentu przez ks. Jakuba Wujka, Raków 1594, drukarnia S. Sternacki

### Przekłady
- Nowy Testament, Kraków 1577, drukarnia A. Rodecki, wznow.: Raków 1594
- Słownik hebraizmów i grecyzmów przekładu, przed 1581, zob. Wypowiedzi o języku i stylu w okresie staropolskim (do połowy XVIII w.), t. 2: Słownik, oprac. J. Puzynina pod red. M. R. Mayenowej, Warszawa 1963, (przekł. na ruski język ludowy: W. Niegalewski, Choroszów k. Ostroga, 1581)

### Listy i materiały
- List od Fausta Socyna, Kraków, 20 czerwca 1580, przekł. polski, wyd. L. Chmaj w: F. Socyn "Listy", t. 1, Warszawa 1959, Biblioteka Pisarzy Reformacyjnych nr 2
- Listy: J. Wolfa do F. Lismanina, 3 października 1561; F. Lismanina do H. Bullingera, 14 grudnia 1561; F. Lismanina do J. Wolfa, 28 grudnia 1561; H. Bullingera do F. Crucigera, 16 marca 1562; ogł. T. Wotschke: Der Briefwechsel der Schweizer mit den Polen", Archiv f. Reformationsgeschichte, Ergänzungband 3 (1908), s. 136, 141-142, 148
- Materiały dot. udziału w synodach, ogł. S. Zachorowski: Najstarsze synody arian polskich. Z rękopisu koloszwarskiego, Reformacja w Polsce, 1921

### Utwór o autorstwie niepewnym
- O krzcie świętym i odrodzeniu naszym przez Ducha Świętego piosnki. Druga pieśń, wyd. w Katechizm albo krótkie w jedno miejsce zebranie wiary i powinności krześcijańskiej, Nieśwież 1563, drukarnia Daniela z Łęczycy; wznow. Wilno 1594; przedr. Jan Dürr-Durski Arianie polscy w świetle własnej poezji, Warszawa 1948, (autorstwo przypuszczalne według J. Dürr-Durskiego)